# 格拉弗利山鎮區 (阿肯色州耶爾縣)
格拉弗利山鎮區（英語：Gravelly Hill Township）是位於美國阿肯色州耶爾縣的一個行政鎮區。

## 地方資料
格拉弗利山鎮區的面積為79.22平方千米，當中陸地面積為78.72平方千米，而水域面積為0.50平方千米。根據2010年美國人口普查的數據，當地共有人口128人，而人口密度為每平方千米1.62人。